# Klas (Vorname)
Klas (auch Clas) ist ein schwedischer männlicher Vorname, eine Variante des Vornamens Klaus.

## Namensträger

### Klas
- Klas Anshelm (1914–1980), schwedischer Architekt und Künstler
- Klas Pontus Arnoldson (1844–1916), schwedischer Journalist, Politiker und Friedensnobelpreisträger
- Klas Bömecke (* 1972), deutscher Fernsehmoderator und Journalist
- Klas Dahlbeck (* 1991), schwedischer Eishockeyspieler
- Klas Diederich (* 1938), deutscher Mathematiker
- Klas Ewert Everwyn (1930–2022), deutscher Schriftsteller
- Klas Horn (1583–1632), schwedischer Beamter, Reichsrat und Generalgouverneur von Schwedisch-Pommern
- Klas Ingesson (1968–2014), schwedischer Fußballspieler
- Klas Kärre (* 1954), schwedischer Mediziner und Immunologe
- Klas Lestander (1931–2023), schwedischer Biathlet
- Klas Östergren (* 1955), schwedischer Autor, Drehbuchschreiber und Übersetzer
- Klas Särner (1891–1980), schwedischer Turner
- Klas Richard Sievers (1852–1931), finnischer Arzt und Archiater

### Clas
- Clas Bjerkander (1735–1795), schwedischer Geistlicher und Naturforscher
- Clas Brede Bråthen (* 1968), norwegischer Skispringer und Skisprungfunktionär
- Clas Eriksson Fleming (um 1530–1597), schwedisch-finnischer Adliger und Admiral
- Clas Larsson Fleming (1592–1644), schwedisch-finnischer Adliger und Admiral
- Clas Haraldsson (1922–1984), schwedischer Skilangläufer und Nordischer Kombinierer
- Clas Michael Naumann zu Königsbrück (1939–2004), deutscher Zoologe und Hochschullehrer
- Clas Theodor Odhner (1836–1904), schwedischer Historiker
- Clas Thunberg (1893–1973), finnischer Eisschnellläufer
- Clas Zilliacus (* 1943), finnlandschwedischer Literaturwissenschaftler und Übersetzer